# Commode (meuble)
Pour les articles homonymes, voir commode.

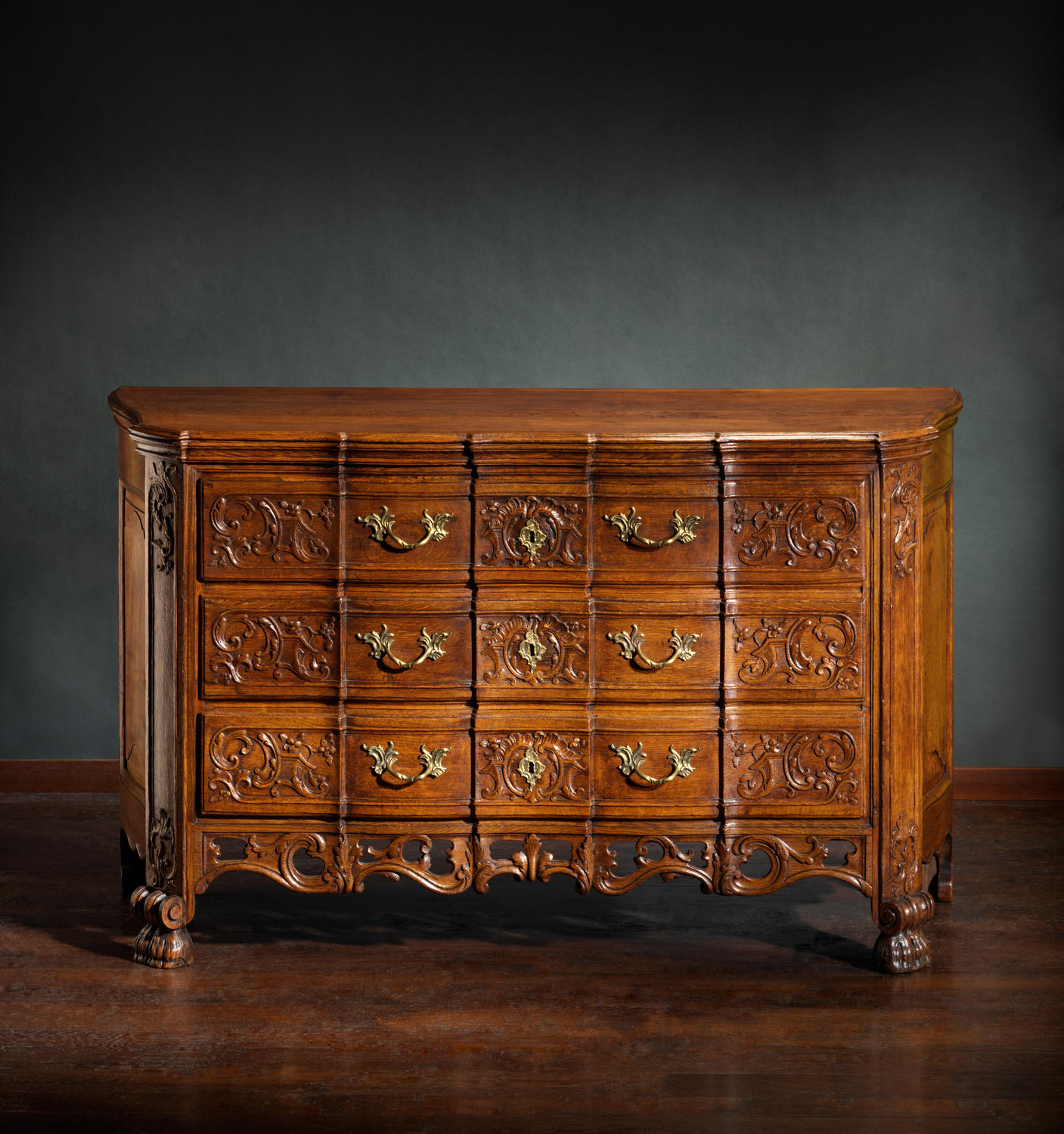
Commode Liegeoise, collection Fondation Roi Baudouain

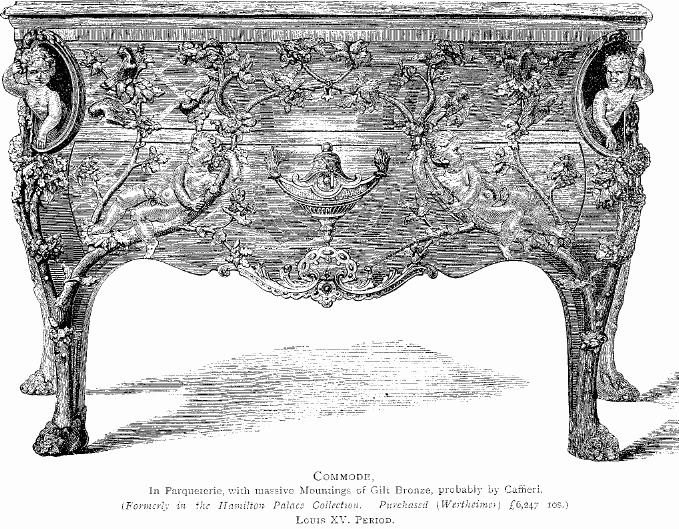
Cette commode est dite galbée puisque concave et convexe dans ses formes.

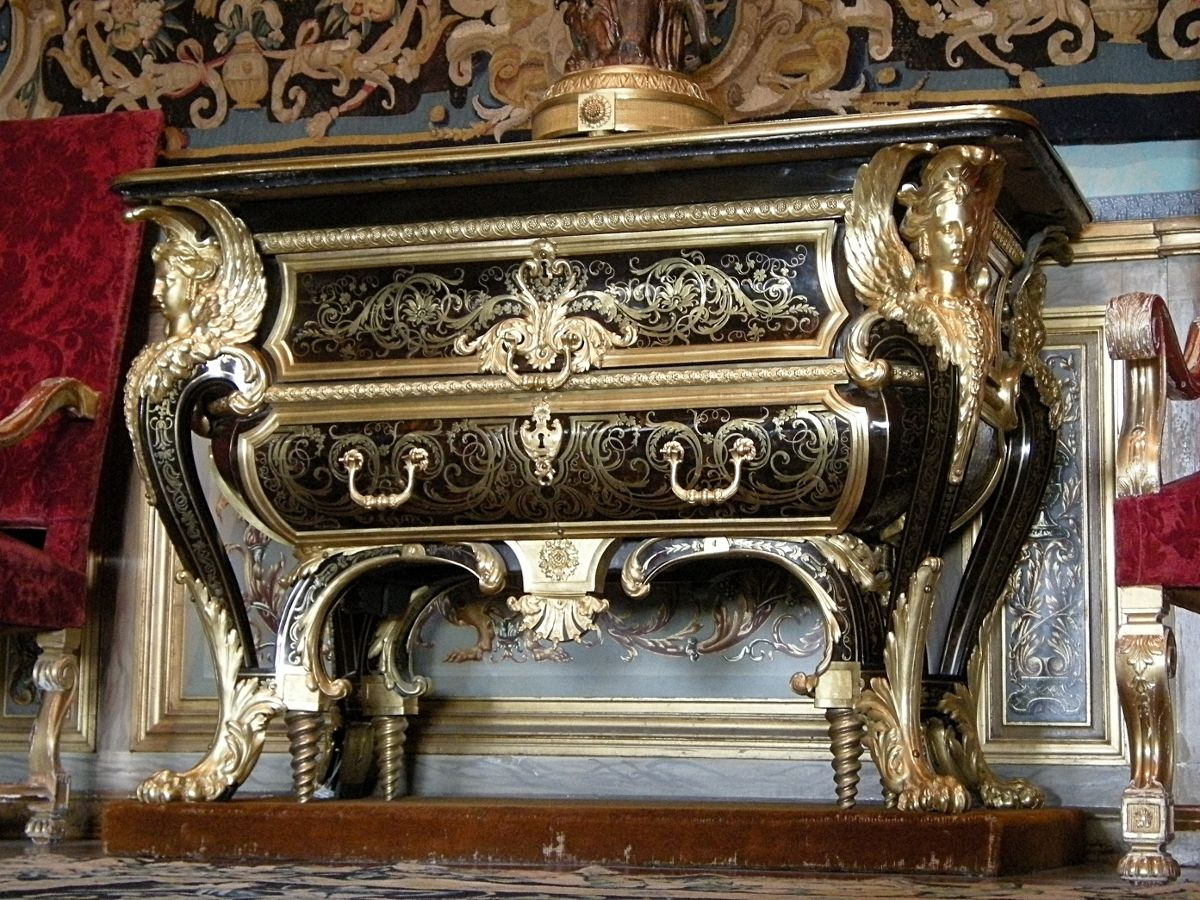
Commode Boulle laquée fond noir à montants à pans coupés.

Une commode est un meuble bas et à larges tiroirs pour ranger du linge ou des objets divers. Pouvant être d’époque ou contemporaine, elle est généralement munie de traverses et repose sur des montants droits ou galbés. Elle dispose d'un abattant pour son modèle dos d'âne et est parfois dotée d'un plateau en marbre. Elle reste associée à l'ébéniste André-Charles Boulle quand elle est rehaussée de marqueterie.

## Histoire
Durant l'antiquité et le Moyen Âge, les objets sont notamment conservés et transportés dans des coffres en bois avec ou sans pieds munis d'un couvercle à charnière. Une première évolution est l'installation d'un tiroir sous le compartiment principal (caisses à tiroirs). Bien que le mobilier se soit démocratisé au XVIIIe siècle, les commodes d'ébénisterie restent jusqu'au XIXe siècle un meuble cher réservé aux gens aisés.
En France, les premières commodes apparaissent dans les années 1690. Elles sont appelées d'abord bureaux, tables en bureau, puis bureaux en commode et portent leur nom actuel à partir de 1708, devenant le meuble le plus fabriqué[réf. nécessaire].

## Styles
- Commode style Louis XIV : les plus communes ont deux, trois ou quatre rangs de tiroirs d’égale hauteur en façade légèrement cintrée. Leurs pieds hauts donnent l’apparence du bureau. Les bronzes consolident les assemblages et les arêtes fragiles.
- Commode Régence : en placage en bois exotiques contrastant avec la dorure des bronzes (amarante, palissandre, bois de violette) et surmontée d'un plateau de marbre chantourné suivant la forme du corps du meuble, les bronzes servent avant tout d'ornement (« commode à encoignures » ou « commode à oreilles » : deux rangs de tiroirs en façade, porte sur chaque côté) ; « commode tombeau » : toutes les faces galbées, trois rangs de tiroirs, pieds courts ; « commode à perruque »)
- Commode Louis XV : commode plus légère aux longs pieds fins galbés supportant le plus souvent deux tiroirs mais il existe de nombreuses variétés, la marqueterie (bois de rose, satiné, violette, palissandre) remplace progressivement le placage, ornement de plaques de porcelaine de Sèvres, de panneaux de laque, de vernis martin imitant ces derniers (« Commode tombeau », « commode sauteuse », « commode galbée », « commode arbalète »).
- Commode Louis XVI : style néoclassique aux formes droites (« commode demi-lune », « commode à l'anglaise », « commode à vantaux »)
- Commode style Empire : massive, pieds souvent en griffes de lions, montants en forme de pilastres ou de colonnes détachées, bronzes d'applique sur ceintures ainsi que sur serrures et poignées de tirage.

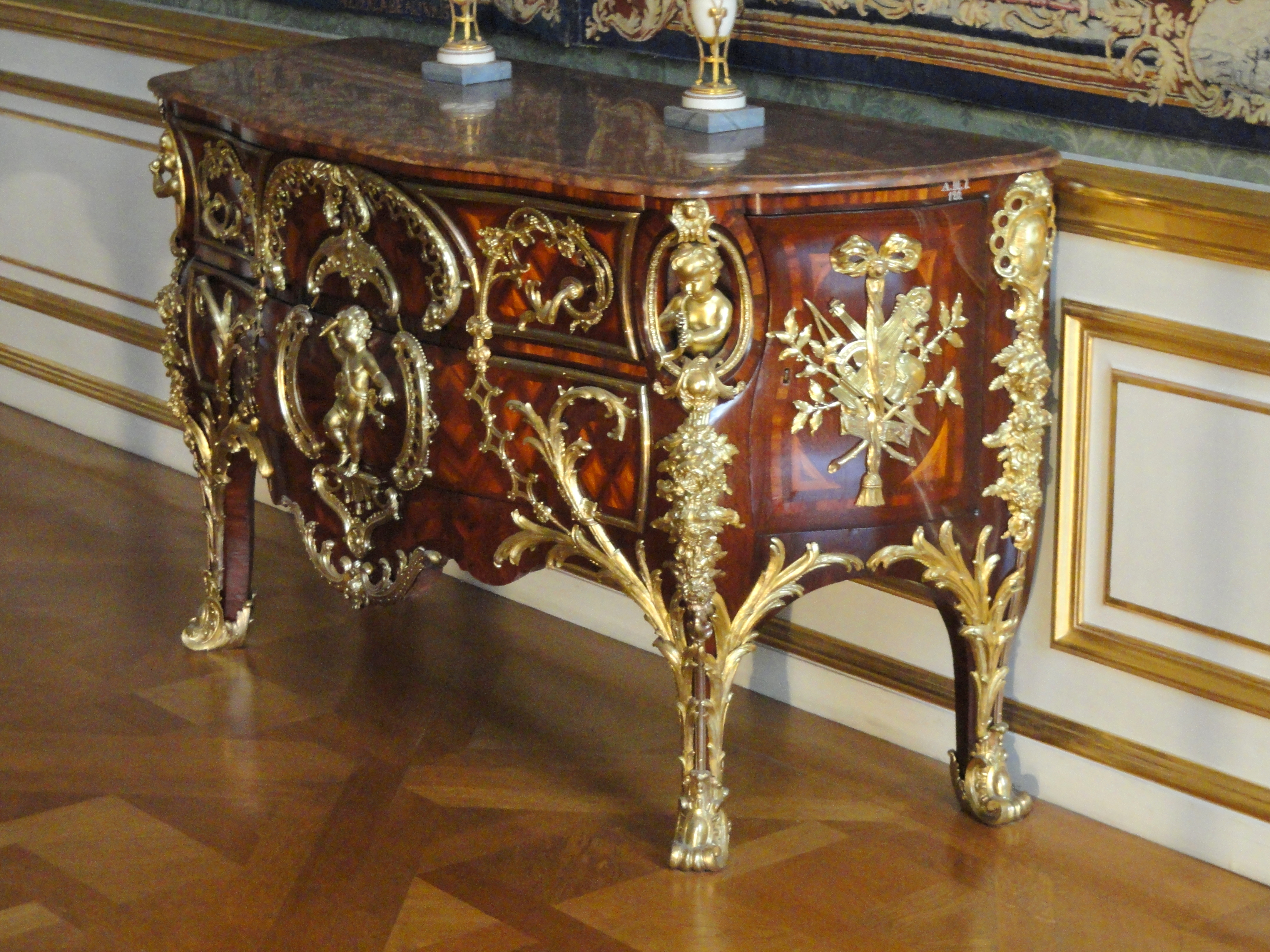
Commode à oreilles de Charles Cressent : pieds ornés de bustes de jeunes femmes souriantes, appelés espagnolettes.
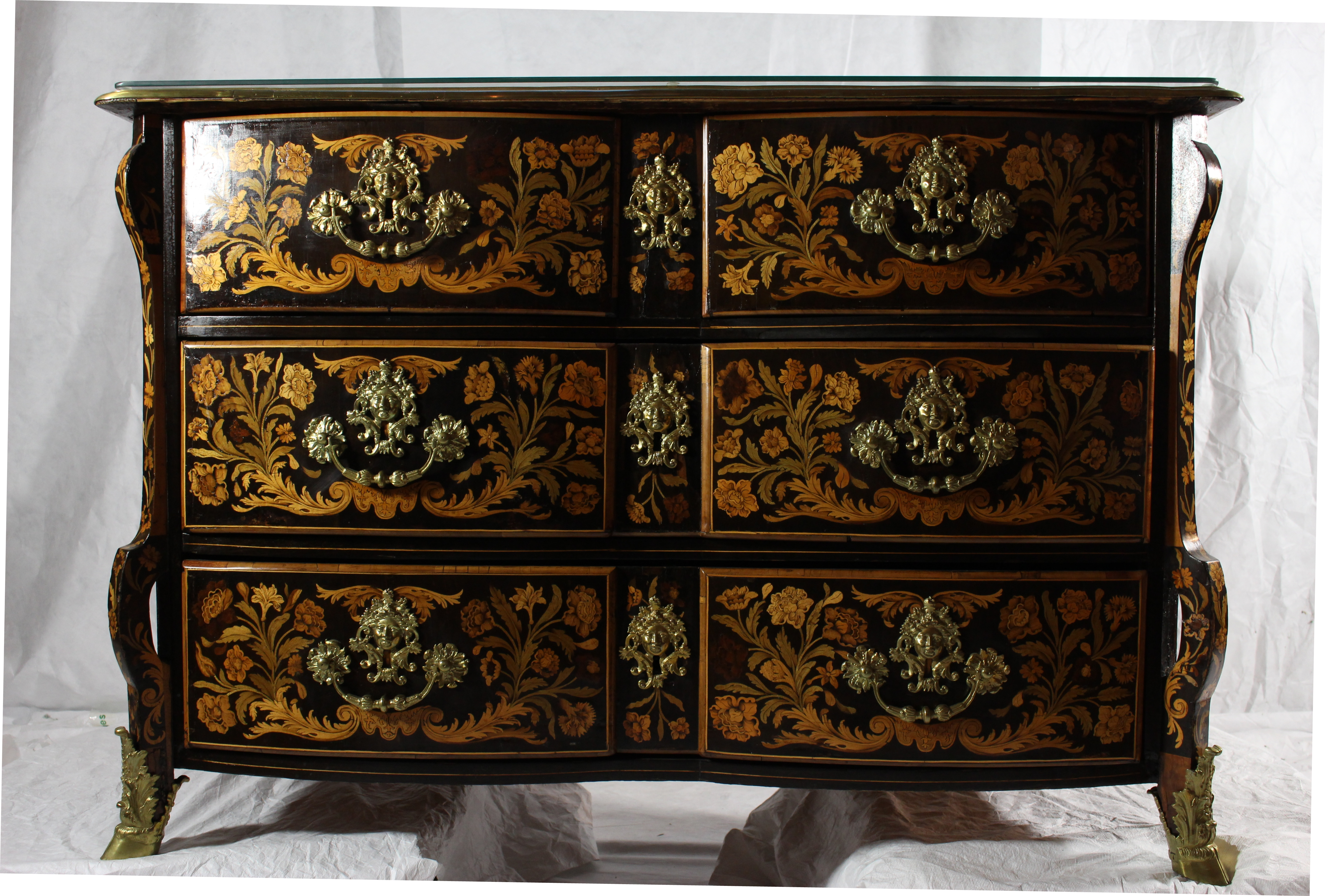
Commode dite Mazarine. Musée des Hospices Civils de Lyon.
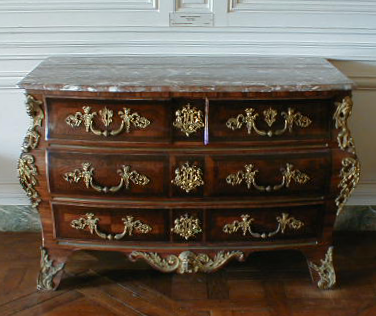
Commode tombeau en placage de palissandre avec trois rangs de quatre tiroirs.
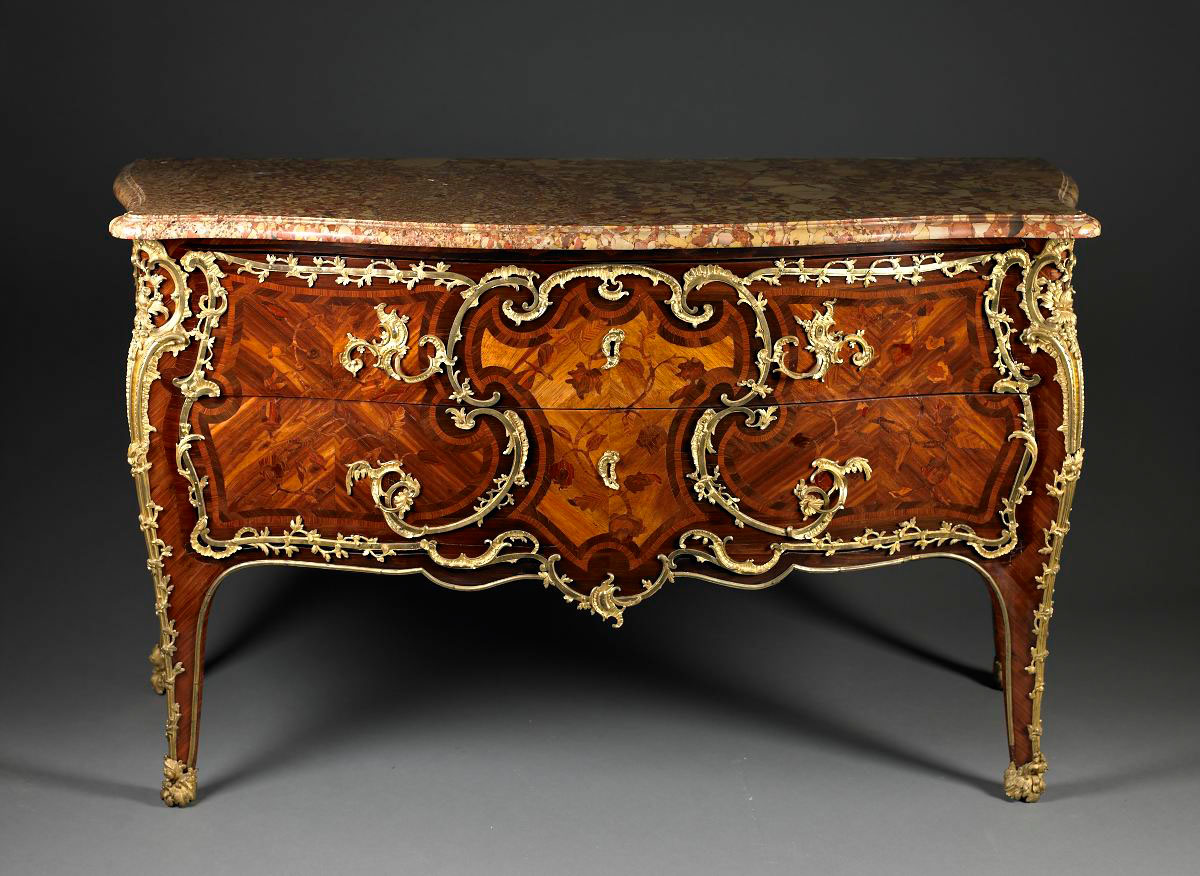
Commode à deux rangs de tiroirs en façade époque Louis XV estampillée Jacques Dubois.
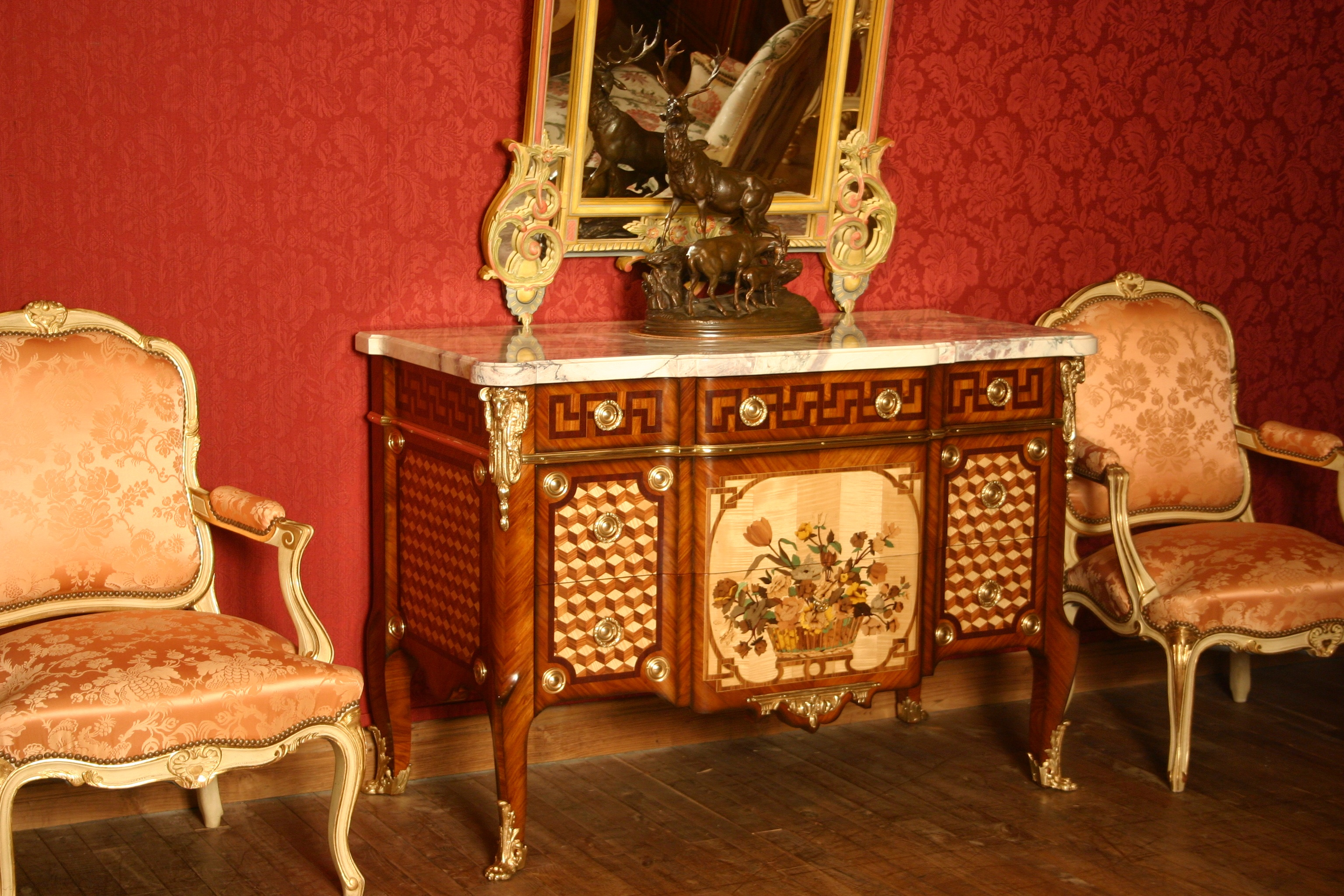
Copie d'une commode marquetée du maître ébéniste Jean-François Oeben, de style Transition[2].
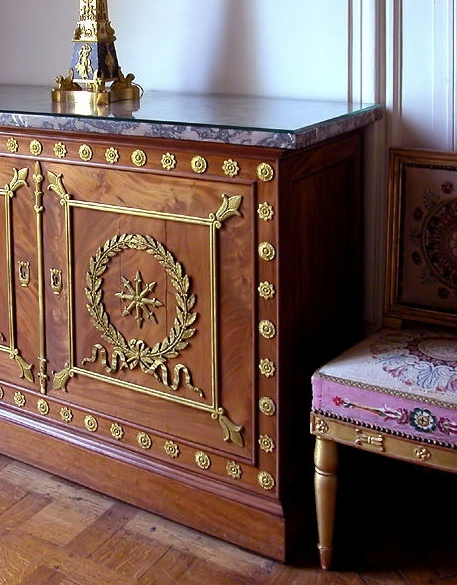
Commode Empire aux tiroirs masqués par deux vantaux, l'apparentant à un buffet.
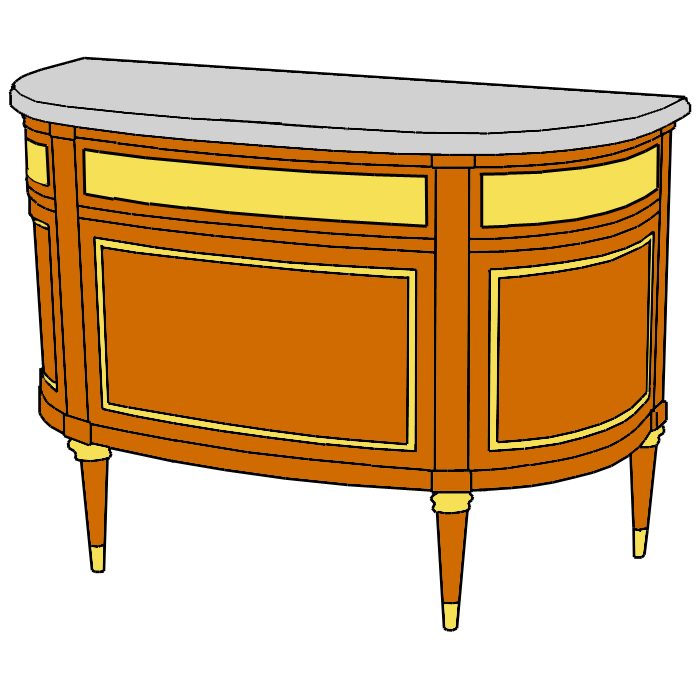
Commode demi-lune (forme de la façade) avec portes latérales.
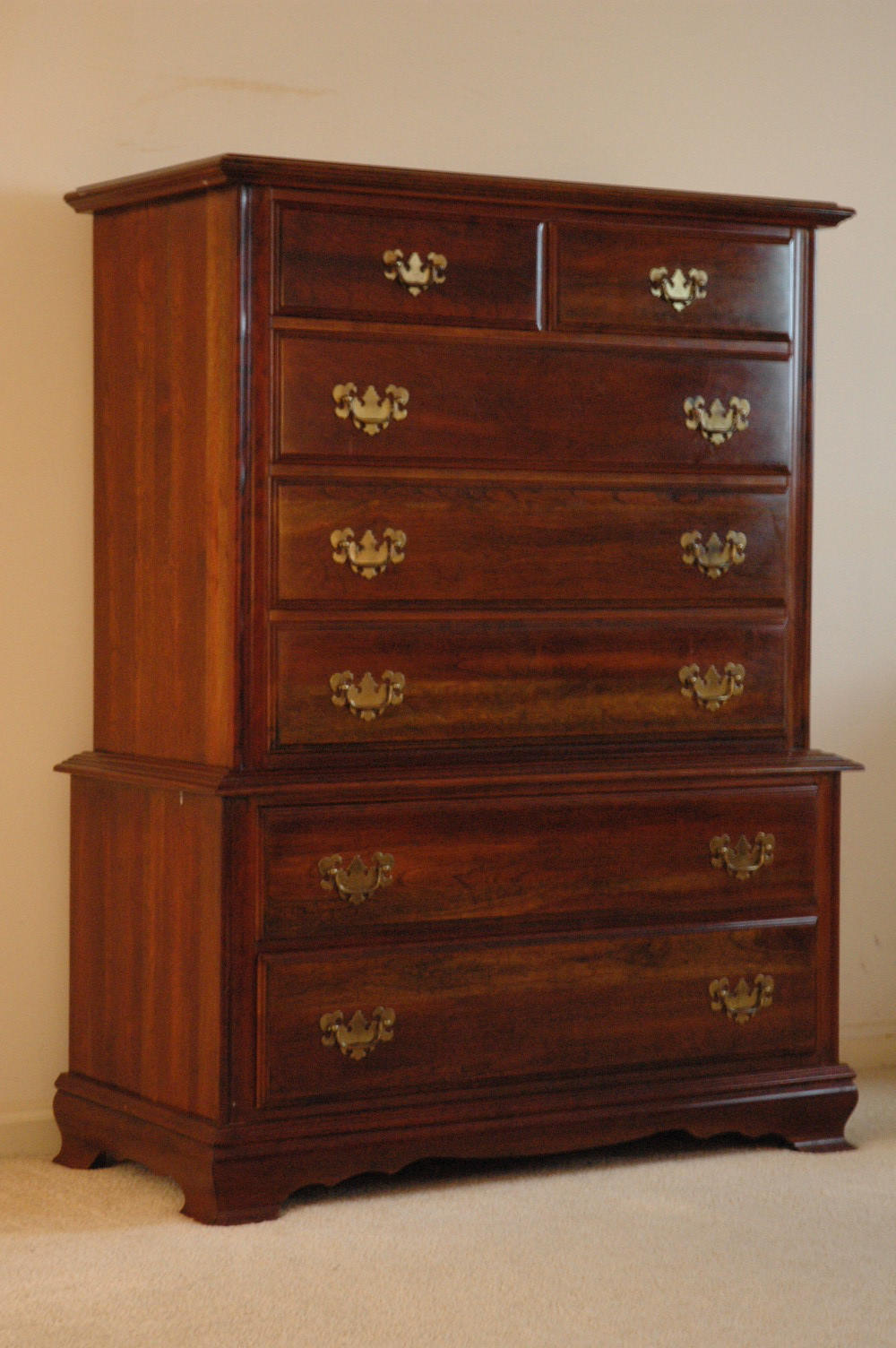
Commode sur commode.